# Landivy
Landivy – miejscowość i gmina we Francji, w regionie Kraj Loary, w departamencie Mayenne.
Według danych na rok 1990 gminę zamieszkiwało 1391 osób, a gęstość zaludnienia wynosiła 49 osób/km² (wśród 1504 gmin Kraju Loary Landivy plasuje się na 434. miejscu pod względem liczby ludności, natomiast pod względem powierzchni na miejscu 317.).